# Soum, Senegal
Soum är en ort och kommun i Senegal och ligger i Fatickregionen. Soum blev en egen kommun 2008, och folkmängden uppgår till cirka 5 000 invånare. 